# (36276) 2000 AE167
2000 AE167 (asteroide 36276) é um asteroide da cintura principal. Possui uma excentricidade de 0.16122490 e uma inclinação de 14.91172º.
Este asteroide foi descoberto no dia 8 de janeiro de 2000 por LINEAR em Socorro.